# Mandritsa
Mandritsa (på albanska: Mandricë med böjningsformen Mandrica, bulgariska: Мандрица, grekiska: Μανδρίτσα) är en albanskbefolkad by i södra Bulgarien. Byn hade 75 invånare 2006.

## Etymologi
Byns namn kommer från det bulgariska ordet "Мандрица" med betydelsen "litet mejeri".

## Historia
Byn grundades 1636 av albanska talare bönder som var sysselsatta med att leverera mjölk till den osmanska armén. Kyrkan i byn invigdes 1718.

## Toskiska
Det är den albanska dialekten toskiska som talas i Mandritsa. En jämförelse av räkneorden i toskiska och i gegiska, som talas i norra Albanien:
|          | Ett | Två | Tre | Fyra  | Fem  | Sex     | Sju    | Åtta | Nio    | Tio    |
| -------- | --- | --- | --- | ----- | ---- | ------- | ------ | ---- | ------ | ------ |
| Gegiska  | një | dy  | tre | katër | pesë | gjashtë | shtatë | tetë | nëntë  | dhjetë |
| Toskiska | ni  | g'u | tri | kátrë | pésë | g'áštë  | štátë  | tétë | në'ntë | zjétë  |